# La ventosa/La fortuna ha le mutande rosa
La ventosa/La fortuna ha le mutande rosa è il nono singolo del duo Cochi e Renato, pubblicato nell'ottobre 1975 come unico estratto dalla colonna sonora del film Il padrone e l'operaio, composta da Gianni Ferrio e pubblicata nell'album Il padrone & l'operaio.

## Descrizione
Il singolo, pubblicato dall'etichetta discografica Derby, con cui Cochi e Renato collaborano dal 1973, è tratto della colonna sonora del film Il padrone e l'operaio, cui prende parte anche Renato Pozzetto nelle vesti di attore, composta e diretta da Gianni Ferrio e pubblicata dalla United Artists Records con il titolo Il padrone & l'operaio nello stesso 1975. Il singolo è prodotto da Achille Manzotti e arrangiato sempre da Ferrio.
I due brani contenuti nel singolo, La ventosa composto da Giorgio Calabrese, Gianni Ferrio e Renato Pozzetto (secondo i titoli di coda del film composta anche da Cochi Ponzoni) e La fortuna ha le mutande rosa (composto da Ferrio, Pozzetto e Ponzoni), oltre che nell'album della colonna sonora, appaiono anche in apertura della prima raccolta del duo comico, Ritratto di... Cochi e Renato, pubblicata nel 1976 dalla Derby nella collana economica Record Bazaar, e nella raccolta del 2008 in doppio CD Cochi & Renato, pubblicata dalla Rhino Records nella collana I Grandi Successi. Raccolte a parte, non appariranno invece in nessun album in studio di Cochi e Renato.
Il disco è stato pubblicato dalla Derby in un'unica edizione, in formato 7", con numero di catalogo DBR 3709.

## Tracce
1. La ventosa (Giorgio Calabrese, Gianni Ferrio, Renato Pozzetto)
2. La fortuna ha le mutande rosa (Gianni Ferrio, Cochi Ponzoni, Renato Pozzetto)

## Crediti
- Cochi Ponzoni - voce
- Renato Pozzetto - voce
- Gianni Ferrio - arrangiamenti, direzione d'orchestra
- Achille Manzotti - produzione

## Edizioni
- 1975 - La ventosa/La fortuna ha le mutande rosa (Derby, DBR 3709, 7")

## Altri usi
- La fortuna ha le mutande rosa è stata utilizzata come sigla finale, nel novembre 1975, di un ciclo (il 35°) della trasmissione radiofonica Gran varietà.